# FV438 スウィングファイア
FV438 スウィングファイアは、イギリス陸軍の運用する対戦車装甲車（自走対戦車ミサイル）である。

## 概要
本車は、スウィングファイア対戦車ミサイル発射機を収容するためにFV432を改修したものである。
連装のミサイル発射機を備えており、14発のミサイルを携行している。これらのミサイルは車両内部から装填できる。車両内部に据えられた誘導システムのほか、別のミサイル誘導装置を最大100m離して配置でき、照準・発射できる。この方法では、車両自体を敵から完全に隠蔽しておくことができる。ミサイルは、発射後に90度旋回することができる。
1970年代に初めて配備され、当初は王立砲兵連隊の対戦車部隊が専門に運用した。1980年代の中ごろには、任務は王立装甲軍団へ移管された。FV438は装甲連隊の誘導兵器部隊として軍務に就き、9両が大隊に属した。